# Prinses van Zweeloo
Prinses van Zweeloo is de naam die werd gegeven aan de stoffelijke resten van een vroeg-middeleeuwse dame, wier graf werd gevonden bij Zweeloo in Drenthe.
Het graf werd in 1952 gevonden bij zandwinningwerkzaamheden en bleek al snel een bijzonder graf. Het geheel werd ingekist en overgebracht naar een laboratorium. Bij het verder uitgraven van het graf werden diverse bijzondere sieraden gevonden, waaronder bronzen spelden, een ketting van glazen kralen en een snoer van barnstenen kralen. Verder een zilveren ringetje, een eveneens zilveren toiletgarnituur en een bronzen sierspeld in de vorm van een vlinder. Daarnaast werden grote barnstenen en glazen kralen gevonden, bronzen ringen, armbanden en sleutels.
Ook de kleding wees uit dat het ging om een dame van hoge welstand. De bewaard gebleven linnenfragmenten bleek van een zeer fijne kwaliteit, een ruitkeper van 18 draden per cm. Toen men een poging deed het gewaad na te maken moest een speciaal weefgetouw worden gebouwd, waarna het weven nog 3 maanden in beslag nam.
De prinses van Zweeloo is te bezichtigen in het Drents Museum te Assen.
In september 2024 werd rond de opgraving een groots opgezet muziektheaterspektakel van zes dagen in Zweeloo opgevoerd, onder de naam "De Vlinderprinses".

## Trivia
- De Nederlandse schrijfster Miep Diekmann schreef in 1981 een boek getiteld Prinses van Zweeloo.

## Fotogalerij

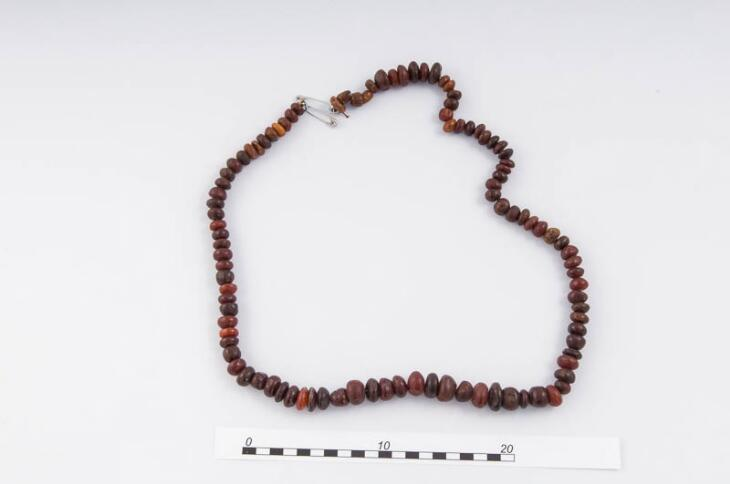
Kralensnoer met barnstenen kralen
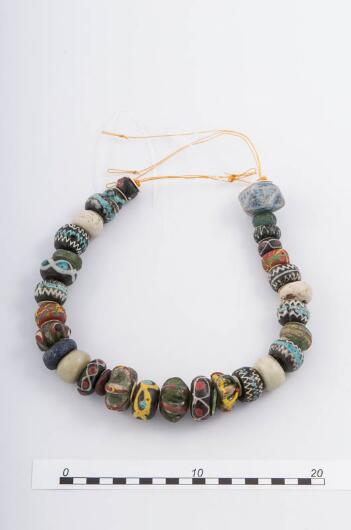
Kralensnoer met 30 glazen en één barnstenen kraal
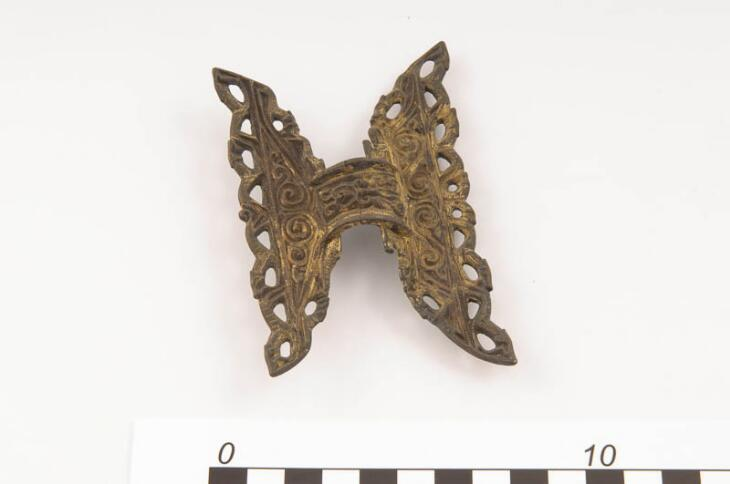
Vergulde bronzen vlinderfibula